# Гродненський монетний двір
Гродненський монетний двір — підприємство з випуску металевих грошей для потреб Великого князівства Литовського.

## Історія створення

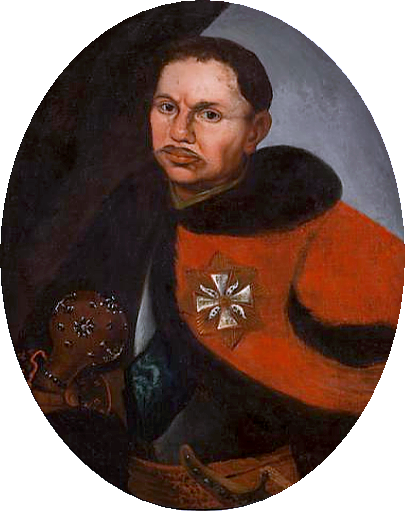
Людовик Костянтин Потій

Гродненський монетний двір відкрито у 1706 році підскарбієм великим литовським Людовиком Костянтином Потієм. Тут карбували монети, зокрема трояки, за зразком номіналів, що виготовлялися у Лейпцигу до 1704 року. Ці гроші призначалися на виплату війську. На монетах були ініціали LP і герб Потія «Bara». Монети випускалися до 1708 року. Вони виготовлялися зі срібла 250-ї проби. Трояки (1706) мали на аверсі портрет Августа II Фрідріха і цифру 3, і герб Погоня на реверсі. Мали вагу близько 1,8 грама та діаметр — 21 мм. На реверсі монет-шостаків (1706—1707) були викарбувані герби Польщі, Великого князівства Литовського і номінал VI під короною. Вага шостаків — 3 грами, діаметр — 25 мм.
Місто Гродно зазнало нападу шведів, і Людовик Потій перевіз обладнання у Кенігсбергський монетний двір, але окупація шведами Саксонії і брак срібла не дала йому взятися за намічене виготовлення литовських монет із російських копійок, знизивши вміст срібла в них удвічі. Пізніше монети з портретом Августа II виготовляли на московському монетному дворі.

## Рішення Скарбничої комісії, його подальше скасування
У 1768 році Скарбнича комісія Великого князівства Литовського, яка займалася фінансами, доручила начальнику Краківського і Варшавського монетних дворів барону Петеру Ніколаусу фон Гартенберг-Садогурському відновити в Гродно монетний двір для випуску мідних монет. Досвід у барона був, він відновив Краківський монетний двір, який 80 років стояв закритим. Гартенберг-Садогурський перекупив у купця Баруха контракт на випуск мідних монет із 25 тисяч фунтів московської міді. Але барон тільки встиг придбати в Гродно приміщення, завезти обладнання і найняти робітників, але так і не відкрив оновлений монетний двір, оскільки невдовзі Державна комісія скасувала рішення про його відкриття у Гродно.